# Luis Luna Quinteros
Luis Alejandro Luna Quinteros (Guayaquil, Ecuador; 25 de enero de 1988) es un futbolista ecuatoriano. Juega como defensa central o centrocampista y su equipo actual es Naranja Mekánica F. C. de la Segunda Categoría de Ecuador.

## Clubes
| Club                   | País          | Año           | PJ  | Goles |
| ---------------------- | ------------- | ------------- | --- | ----- |
| Aucas                  | Ecuador       | 2009          | 5   | 0     |
| Municipal Cañar        | Ecuador       | 2010          | 32  | 1     |
| Imbabura S. C.         | Ecuador       | 2011-2012     | 45  | 3     |
| Liga de Quito          | Ecuador       | 2012-2014     | 19  | 0     |
| El Nacional            | Ecuador       | 2015          | 32  | 1     |
| Fuerza Amarilla        | Ecuador       | 2016          | 27  | 2     |
| Delfín S. C.           | Ecuador       | 2017-2018     | 60  | 3     |
| Independiente Medellín | Colombia      | 2018          | 17  | 0     |
| Deportivo Cuenca       | Ecuador       | 2019          | 13  | 0     |
| Guayaquil City         | Ecuador       | 2019          | 5   | 0     |
| Liga de Portoviejo     | Ecuador       | 2020          | 22  | 0     |
| Aampetra               | Ecuador       | 2021          | 6   | 1     |
| Chacaritas F. C.       | Ecuador       | 2021          | 10  | 0     |
| Deportivo Quevedo      | Ecuador       | 2022          | 8   | 4     |
| Atlético Santo Domingo | Ecuador       | 2022          | 20  | 5     |
| Búhos ULVR F. C.       | Ecuador       | 2023          | 17  | 1     |
| 9 de Octubre F. C.     | Ecuador       | 2023          | 14  | 1     |
| Naranja Mekánica       | Ecuador       | 2024-act.     | 0   | 0     |
| Total carrera          | Total carrera | Total carrera | 352 | 22    |

## Participaciones internacionales
| Torneo                 | Club         | Resultado      |
| ---------------------- | ------------ | -------------- |
| Copa Libertadores 2018 | Delfín S. C. | Fase de grupos |